# Zeleni Iar (Crimea)
|  | Per a altres significats, vegeu «Zelioni Iar». |

Zeleni Iar (en (ucraïnès): Зелений Яр) és un poble de la República Autònoma de Crimea a Ucraïna, que el 2014 tenia 129 habitants. Pertany al districte rural de Djankoi.